# Nadání
Nadání je první stupeň míry schopnosti, jedná se o vyvinuté vlohy nebo souhrn specifických vloh. Příkladem může být hudební nadání – například schopnost komponovat, dirigovat nebo hrát na hudební nástroj. Zde se k hudebnímu sluchu pojí jemná motorika pro hru na hudební nástroj, prostorová představivost a hudební představivost – to znamená schopnost ve své představivosti slyšet hru různých nástrojů již existujících skladeb nebo při komponování ve své fantazii slyšet souhru nástrojů zatím neexistující skladby.
V jiném významu je nadání též starší podoba slova nadace (účelové sdružení majetku, zřízené zakladatelem k dosahování společensky nebo hospodářsky užitečných cílů).